# Santillán del Agua
Santillán del Agua es un pueblo considerado como pedanía de Lerma, Burgos, en la comarca del Arlanza de la Provincia de Burgos, comunidad autónoma de Castilla y León, España.

## Datos básicos
- Su alcaldesa pedánea(2007-2020) es Rosa María Delgado Merino.
- En 2009 contaba con 25 habitantes,  14 varones y 11 mujeres, según el INE.
- Actualmente según el INE (2020) cuenta con 22 habitantes.
- - Bandera rectangular de proporciones 2:3, de color blanco con una cruz de San Julián de color rojo. La bandera lleva una bordura azul de una anchura de 1/10 de la anchura de la bandera. Aprobación. Escudo y bandera aprobados por la Junta Vecinal el 9 de agosto de 2006. Publicados en el Boletín Oficial de la Provincia el 2 de enero de 2007. Simbolismo: Para el diseño de la bandera se eligió como elemento principal la cruz del escudo, pasando las ondas a convertirse en la bordura, teniendo en cuenta que en vexilología la plata pasa a ser blanco.
  - Escudo, en campo de plata, cruz de San Julián de gules, en punta ondas de azur y plata. Al timbre corona real de España. Simbolismo: El escudo usa como símbolo el topónimo. Santillán viene de San Julián, lo que se representa por una cruz de San Julián, a la que se añaden unas ondas en representación de la segunda parte del nombre del pueblo “del Agua”.

Desde 2023 esta localidad goza de uno de los festivales con mayor incidencia internacional, SANTILLALAND. Con el lema #4casasyunfestival se dan cita grupos y personalidades de todos los ámbitos, culturales, sociales, del mundo rural y político. Asimismo en esta cita, que se celebra el 8 de julio,  se da el también conocido Campeonato mundial de lanzamiento de ruter.

## Evolución histórica
Santillán estuvo rodeada de monasterios en la Edad Media. Es probable que esto fuese su origen.
Aparece Santillán en un escrito medieval: In alfoze de Lerma medietatem ville que dicitur San Julianini (Obipado, III). en el año 1075, lo cual nos revela que ya en el año 1075 existía con el nombre de San Julián = San tillán.

En los años 30 del siglo XIX, a la caída del Antiguo Régimen, la localidad forma municipio independiente pero desaparece a mediados del mismo siglo porque se incorpora al de Lerma. Destaca como construcción arquitectónica religiosa la iglesia de la población.
En 1842, contaba con 5 hogares y 15 habitantes.

### Similitudes toponímicas
Santilán-Boria (Cantabria)
Santillán (Asturias)

Toma como referente de su topónimo el agua, compartido con
- Tubilla del Agua.

Situada a 3 km al este de Lerma
, en la carretera CL-110 , próximo a Villalmanzo y Santa Inés.